# Gewoon vliesjesmos
Gewoon vliesjesmos (Weissia brachycarpa) is een mos uit de kleimosfamilie (Pottiaceae).

## Determinatie

### Uiterlijke kenmerken
De laagblijvende soort vormt geelgroen tot vuilgroen, losse tot dichte gazons. De planten worden tot ongeveer 7 mm hoog en zijn enkelvoudig of vertakt. De bladeren zijn langwerpig lancetvormig, kort of langer puntig, fladderend als ze nat zijn, gekruld als ze droog zijn. Ze zijn geclusterd aan de bovenkant van de stengel en zijn veel groter dan in het onderste deel van de stengel. De bladranden zijn aan de onderkant vlak en naar boven gekruld. De bladnerf eindigt bovenaan als een korte puntige punt. 
De geslachtsverdeling is autoecious. Sporenkapsels zijn bijna altijd in overvloed aanwezig. De seta is geelachtig, tot 5 mm lang, de kapsel is ovaal tot ellipsvormig afgerond en boven de bladeren verheven. De kapseldeksel is kegelvormig en afgesnaveld. Nadat het deksel eraf valt, wordt de smalle kapselopening aanvankelijk afgesloten met een witachtig membraan. Er ontbreekt een peristoom. 

### Microscopische kenmerken
De bladnerf is aan de onderkant tot 60 micrometer breed. In het bovenste deel van het blad is de bladnerf aan de ventraal bedekt met vierkante, groene cellen. De bladcellen in het bovenste deel van het blad zijn afgerond-vierkant, dicht papillair en 8 tot 12 micrometer groot; aan de basis van het blad zijn ze rechthoekig, glad en hyaliene. Sporen zijn papillose en 17–34 micrometer groot.

## Ecologie
Gewoon vliesjesmos groeit op zandige grond op steilkanten, ontwortelingskluiten, aan boomvoeten, padranden en op rotsen in bossen, struwelen, heide en venige hooilanden.

## Verspreiding
Het wordt gevonden in Noord-Amerika (Canada, Verenigde Staten), Europa, Azië en Noord-Afrika. De plant groeit op gematigde hoogten.

## Fotogalerij

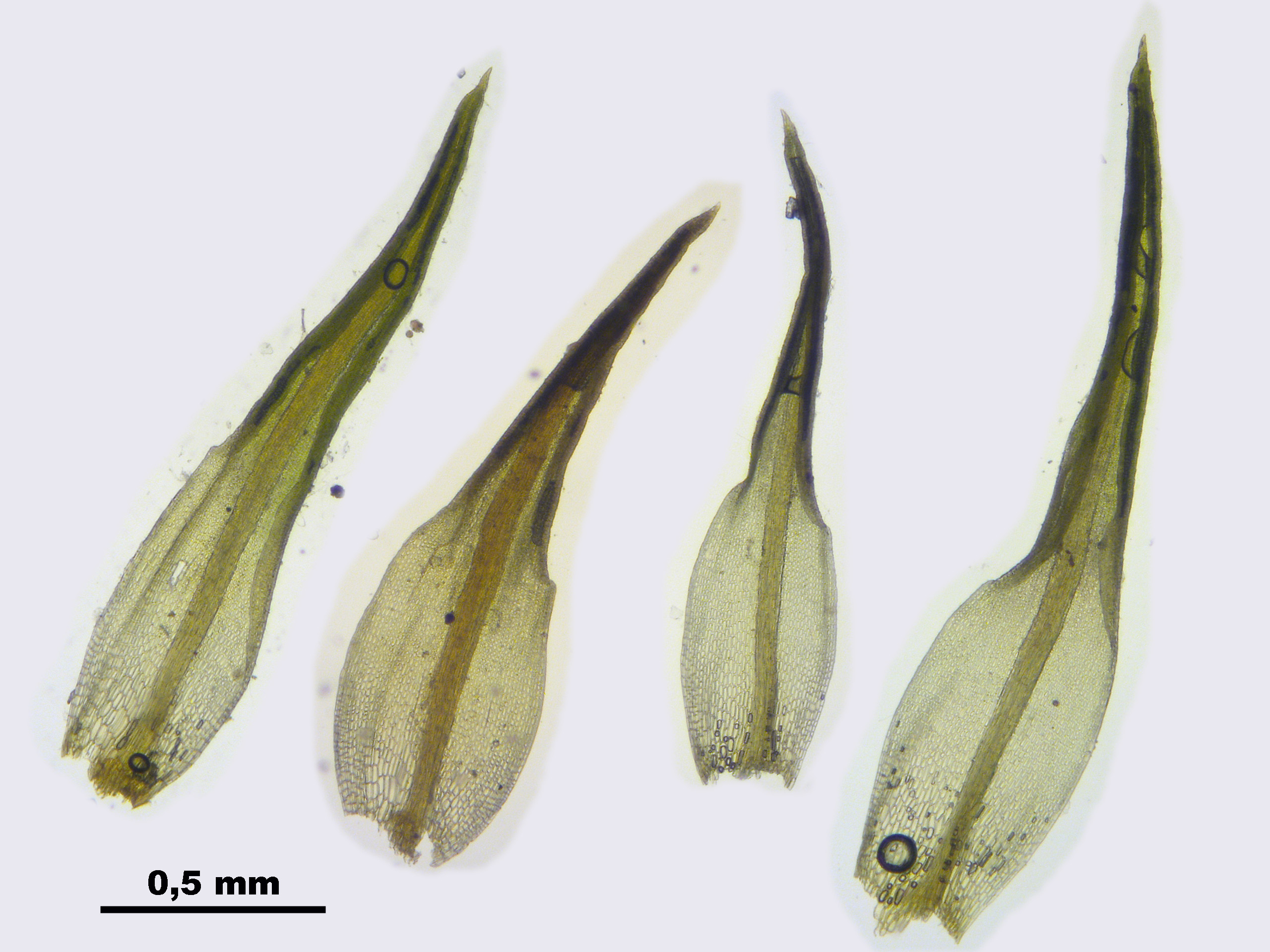
Blaadjes
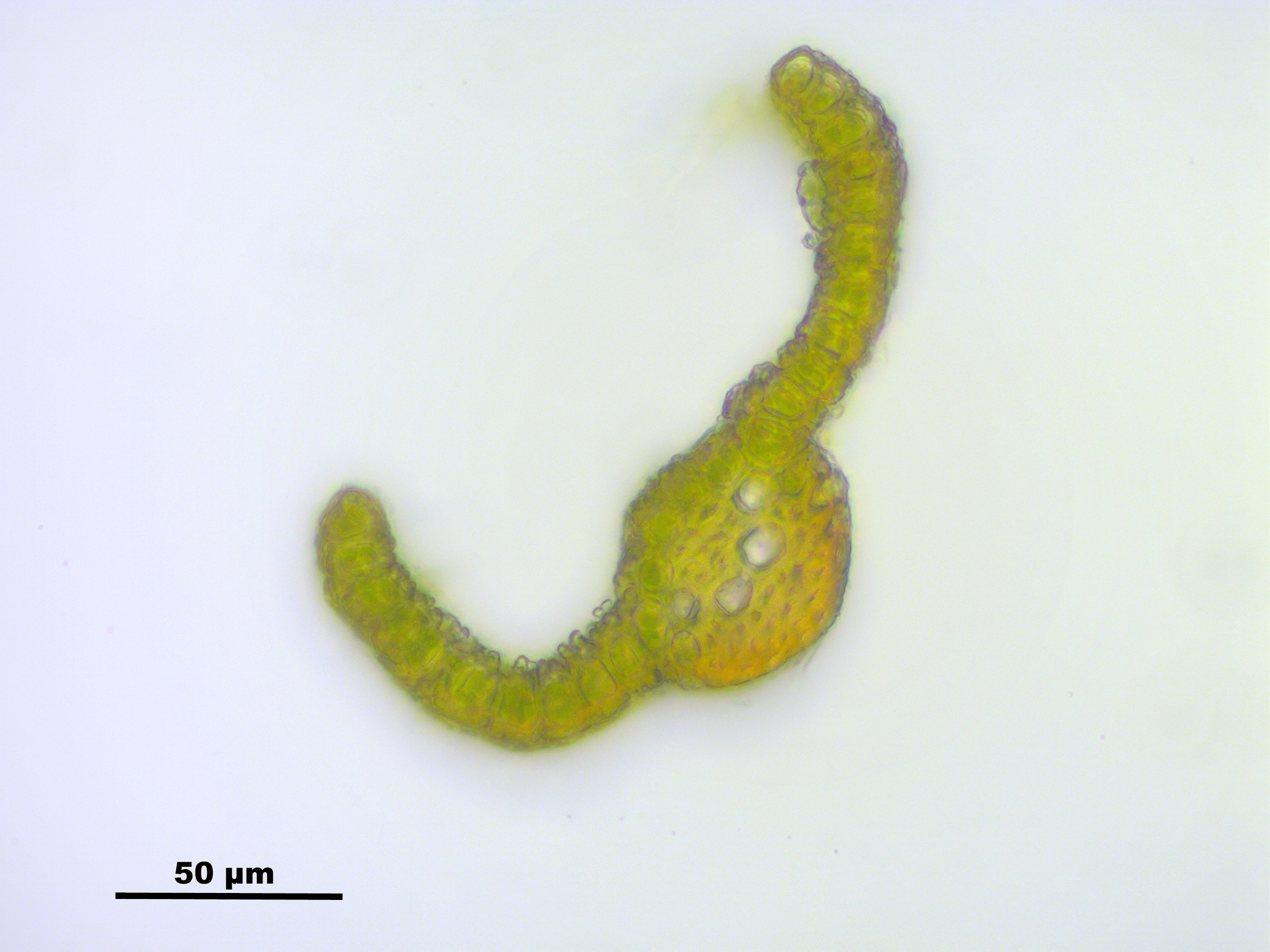
Bladdoorsnede
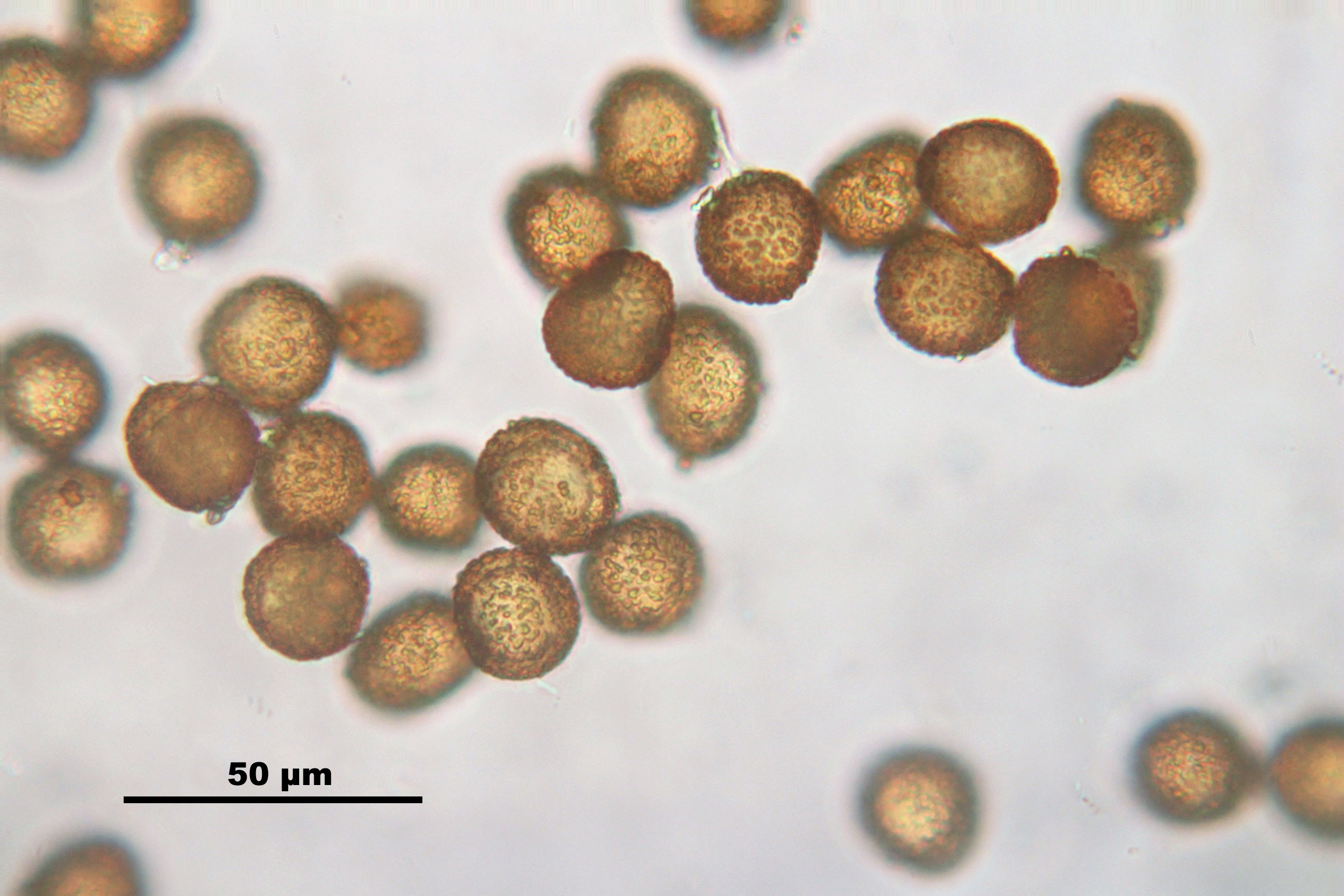
Sporen
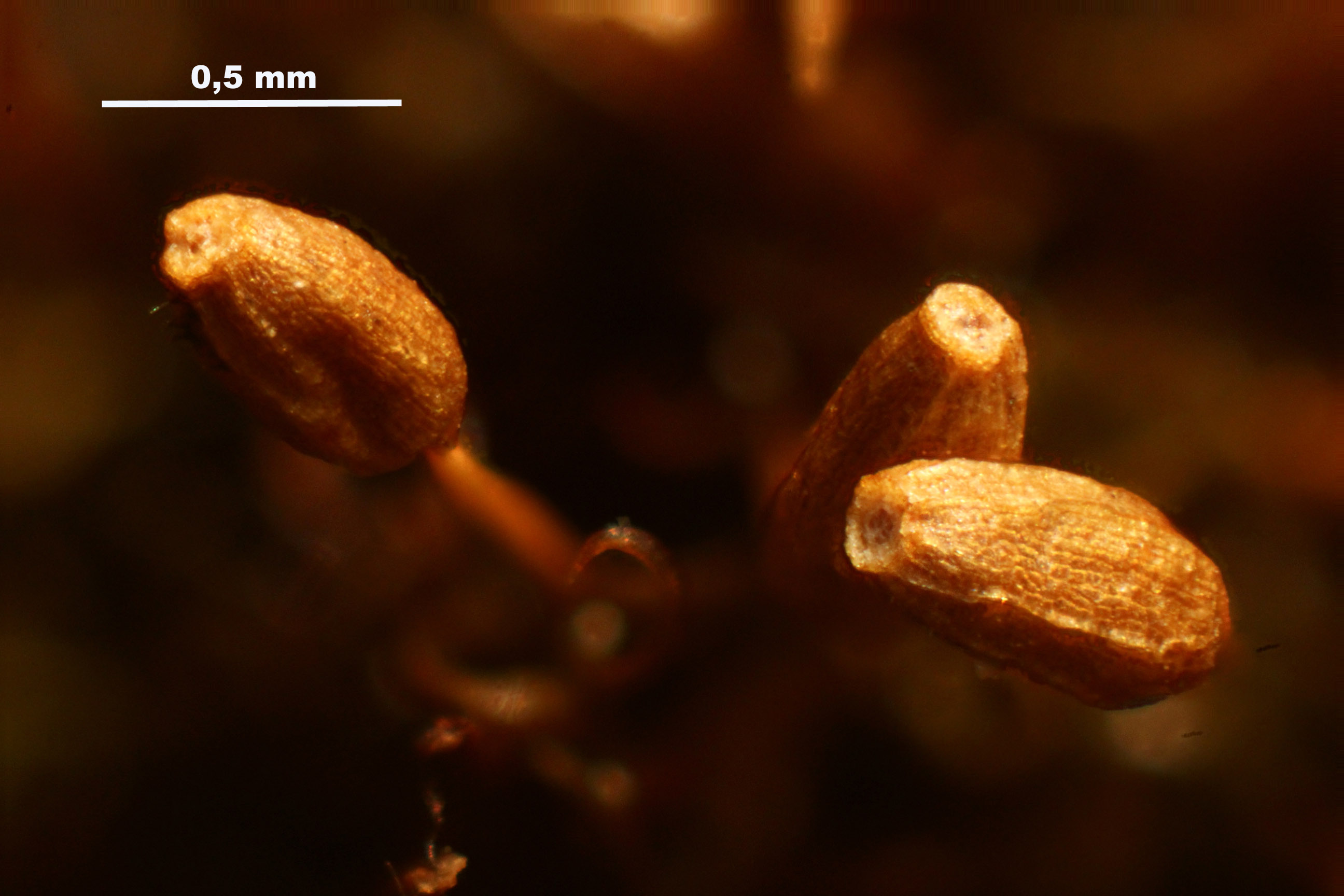
Sporenkapsels
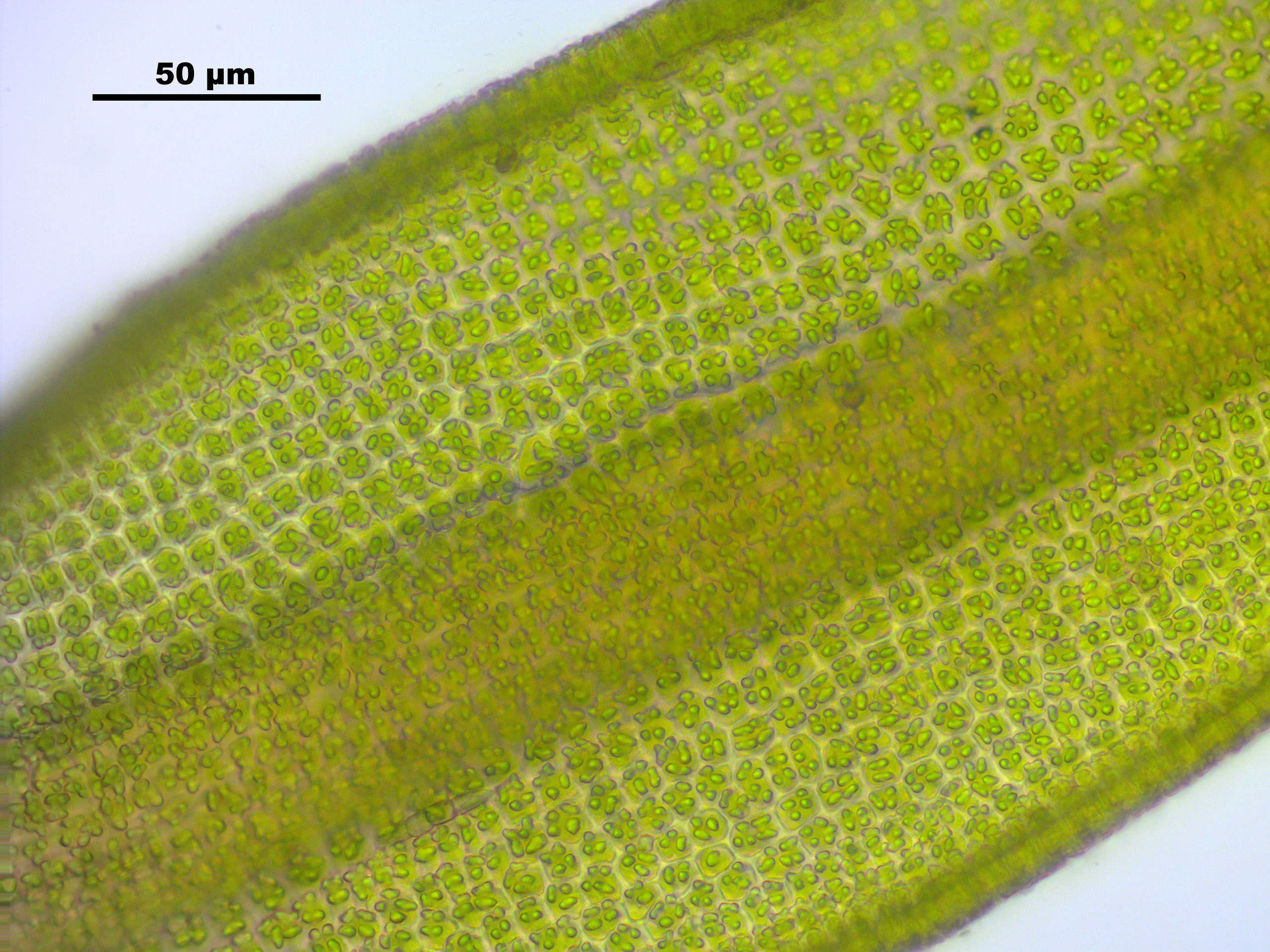
Bladcellen
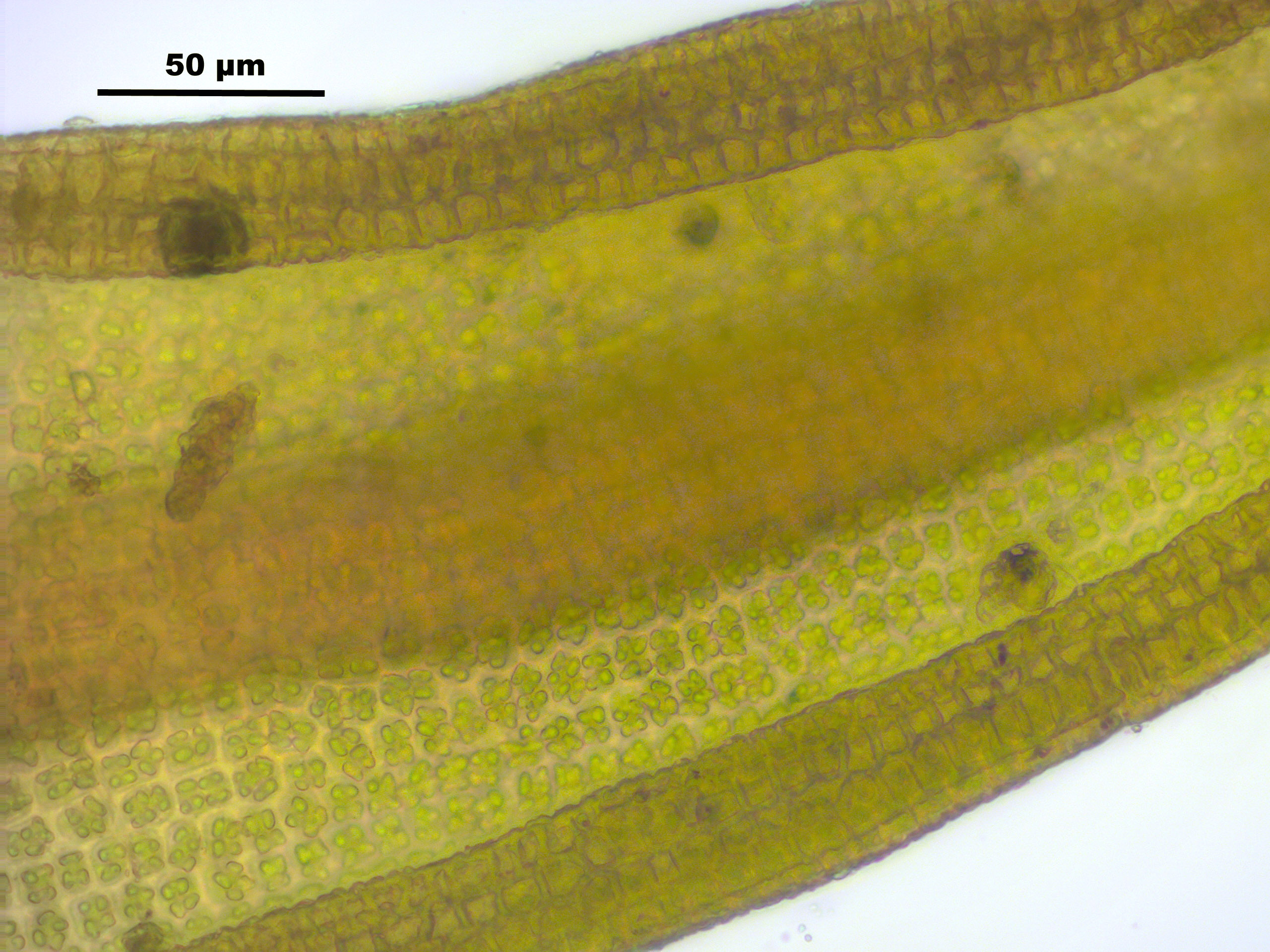
Bladcellen